# 다모아자동차
다모아자동차(―自動車)는 서울특별시 마포구 가양대로 117 (상암동)에 있는 서울특별시의 시내버스 운송 업체이다.

## 회사 소개
2004년 서울특별시 버스 개편으로 공항버스, 김포교통, 중부운수, 선진운수, 도원교통 등에서 지분을 출자한 컨소시엄 업체로 본사는 서울특별시 마포구 가양대로 117 (상암동)에 있으며, 구룡사거리 인근에 경기도 고양시 덕양구 덕은동과의 경계가 있다.  영업소는 서울특별시 강서구 개화동로8길 17 (방화동)에 있다.  2020년 1월부터 보광교통과 보광운수를 인수하여 계열사로 편입하였다.

## 운행 노선
2023년 5월 13일 기준이다.
| 운행노선     | 운행구간         | 운행구간 | 운행구간       | 배차간격 (분) | 인가 대수 | 비고                                                 |
| ------------ | ---------------- | -------- | -------------- | ------------- | --------- | ---------------------------------------------------- |
| 270번        | 상암동공영차고지 | ↔        | 양원역         | 7~12          | 33        |                                                      |
| 470번        | 상암동공영차고지 | ↔        | 안골마을       | 7~12          | 32        |                                                      |
| 601번        | 강서공영차고지   | ↔        | 혜화역         | 7~12          | 28        |                                                      |
| 710번        | 상암동공영차고지 | ↔        | 수유역         | 7~12          | 24        | 구 161번                                             |
| 서울02출근번 | 풍무동           | →        | 김포공항역     | 1일 12회      | 3         | 2023년 8월 21일 신설 공항버스와 공동배차로 운행한다. |
| 서울02퇴근번 | 김포공항역       | →        | 풍무동         | 1일 3회       | 1         | 2024년 6월 10일 신설 공항버스와 공동배차로 운행한다. |
| N26번        | 강서공영차고지   | ↔        | 중랑공영차고지 | 20~30         | 5         | 메트로버스와 공동배차로 운행한다.                    |

## 이전 노선
| 운행노선 | 운행구간       | 운행구간 | 운행구간                | 비고                                                                                                |
| -------- | -------------- | -------- | ----------------------- | --------------------------------------------------------------------------------------------------- |
| 161번    | 방화동         | ↔        | 도봉산역                | 2008년 상암동공영차고지로 노선 단축·번호 변경                                                       |
| 700번    | 은평공영차고지 | ↔        | 서울역                  | 2005년 8월 1일 폐선. 동해운수 700번과는 별개.                                                       |
| N72번    | 은평공영차고지 | ↔        | 신설동역                | 2022년 12월 1일 공동 배차 운행 철수. 보광교통과 공동배차로 운행했다.                                |
| 6600번   | 강서공영차고지 | ↔        | 경인아라뱃길 김포터미널 | 2011-10-29 ~ 2011-11-08. 오케이버스, 김포교통, 공항버스와 공동배차로 운행했다.                      |
| 8620번   | 한강시민공원   | ↔        | 장충체육관              | 주말만 운행. 2011년 4월 운행 개시, 2011년 11월 운행 중단. 공항버스, 중부운수와 공동배차로 운행했다. |
| 8663번   | 가양역         | →        | 여의도역                | 2015년 2월 26일 ~ 2016년 10월 31일                                                                  |

## 사업장 현황
- 상암공영차고지 본사 : 서울특별시 마포구 가양대로 117 (상암동)
- 강서공영차고지 영업소 : 서울특별시 강서구 개화동로8길 17 (개화동)

## 보유 차량

#### 현대자동차
- 현대 뉴 슈퍼 에어로시티
- 현대 저상 뉴 슈퍼 에어로시티
- 현대 일렉시티

## 굴절버스
이전에 굴절버스를 운행한 적이 있다.

## 갤러리

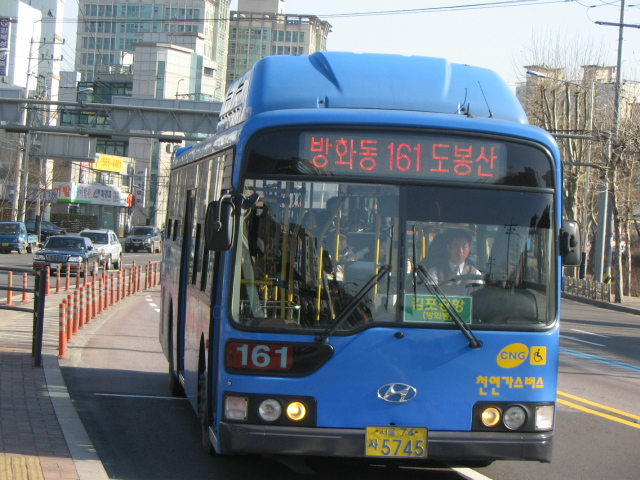
서울 구 161번 (현 710번) 시내버스
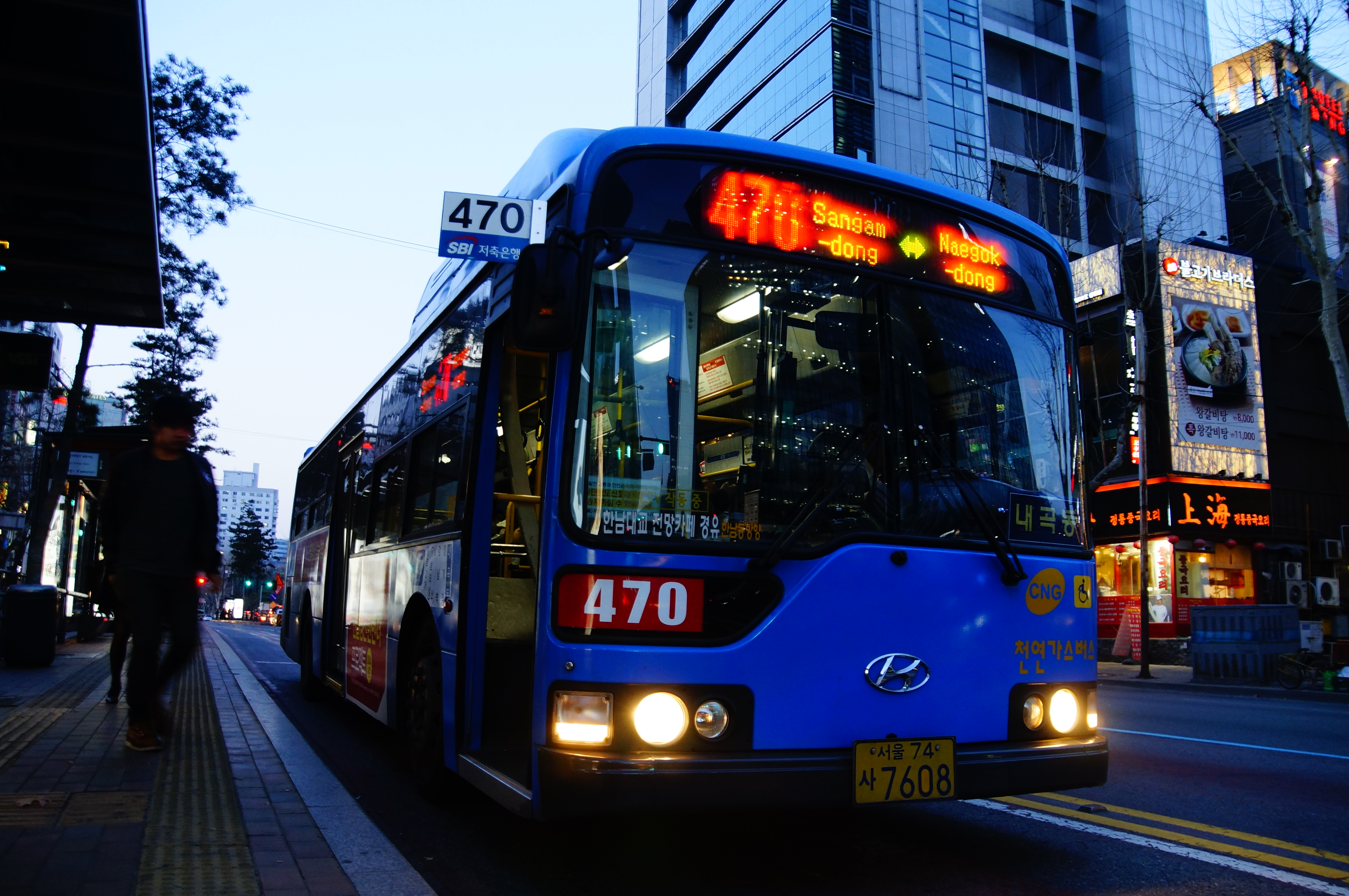
서울 470번 시내버스
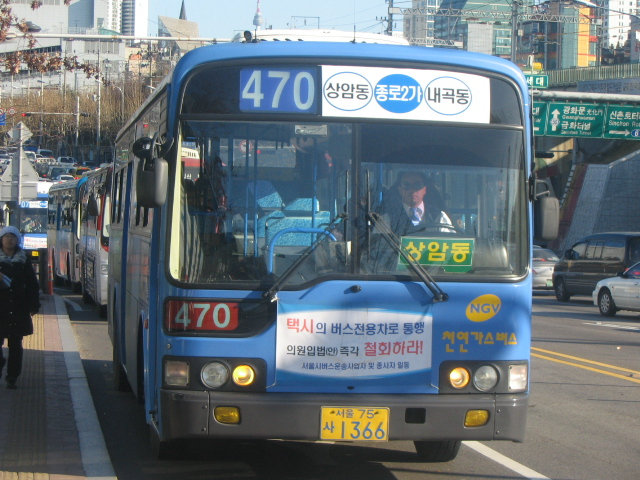
서울 470번 시내버스
서울 470번 시내버스
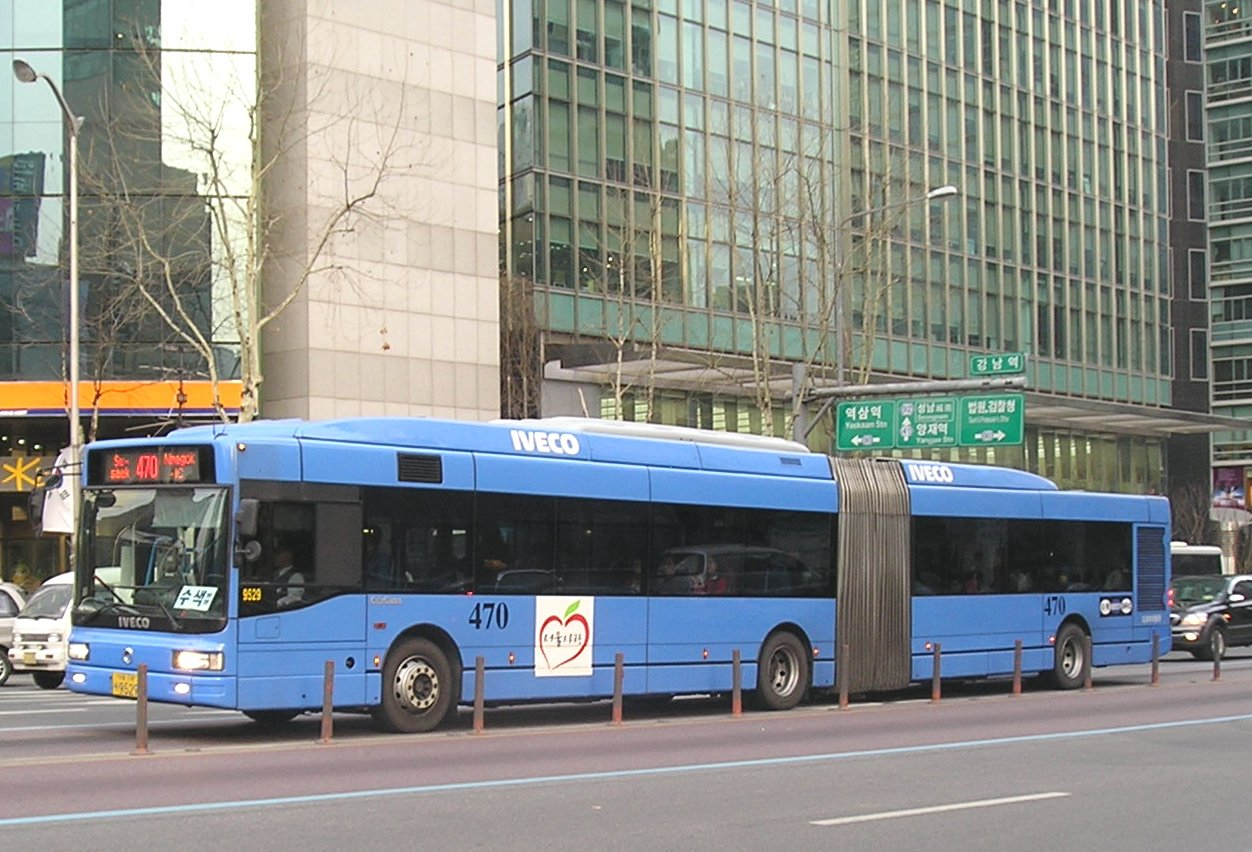
서울 470번 시내버스

## 같이 보기
- 김포교통
- 공항버스
- 도원교통
- 선진운수
- 중부운수
- 보광교통
- 보광운수